# Sanaag

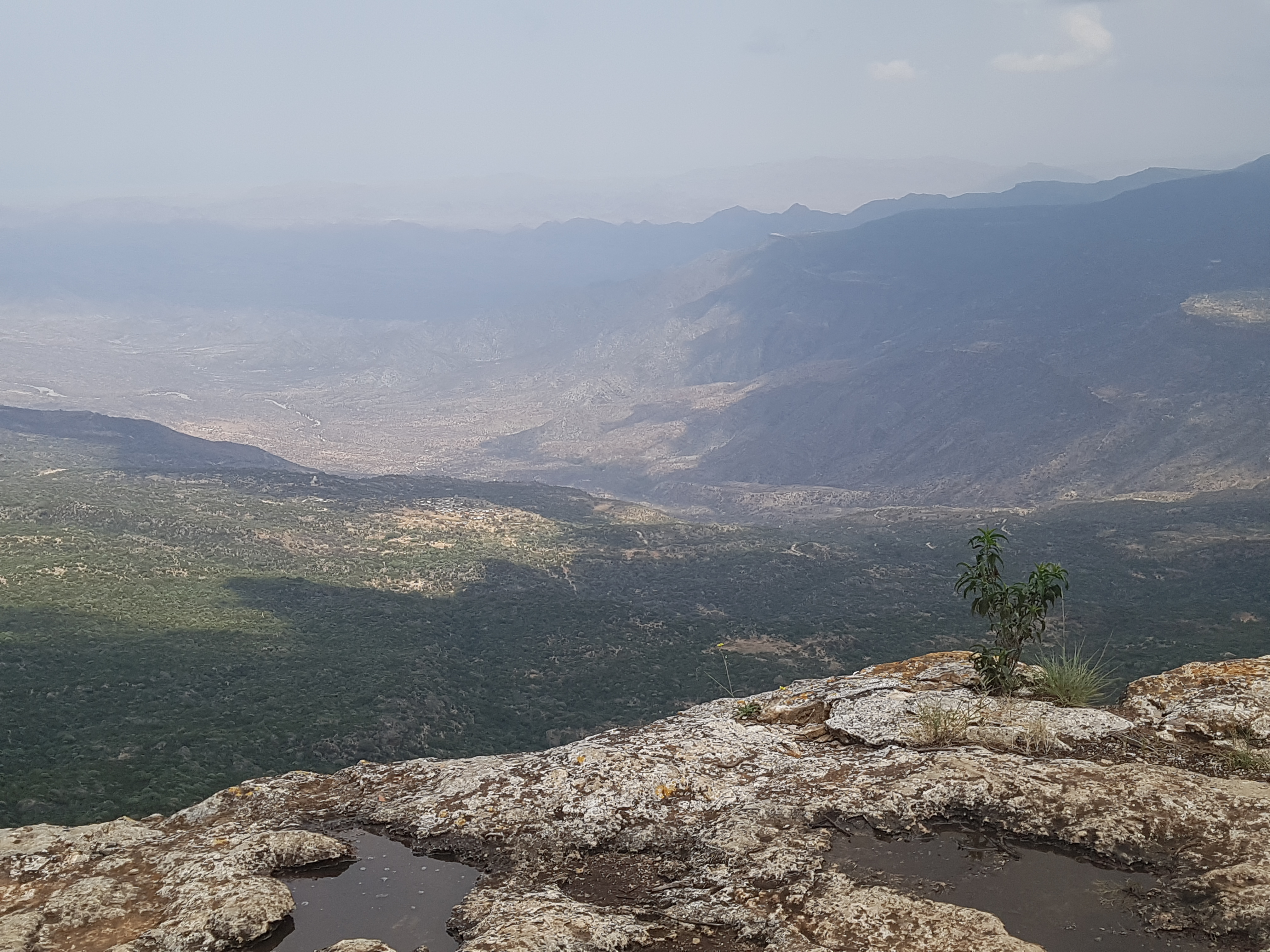
Sanaag

Sanaag (Arabisch: سناغ , Sanāgh) is een regio van Somaliland (de jure Somalië), die wordt begrensd door de Golf van Aden in het noorden en door andere regio's, namelijk Woqooyi Galbeed, Togdheer, Sool en het Puntlandse Bari. Sanaag wordt begrensd door Puntland (een semiautonome republiek).
Er is veel onenigheid over het gebied: inwoners van het semiautonome gebied Puntland beweren dat de oostelijke regio's van Somaliland, Sool en Sanaag bij hen horen, maar de Somalilanders beweren dan weer dat het gebied bij hen hoort en dat het altijd zo is geweest. De Britten hebben dan ook die grenzen getrokken. Dit gebeurde toen ze aan de macht waren in Somalië, tezamen met Italië (Italiaans-Somaliland) en Frankrijk (Djibouti).
Het gebied heeft veel gebrek aan openbare faciliteiten als communicatie en transport. Het is dan ook grotendeels onaangetast. Qua natuur heeft het dus veel te bieden, maar weinig in openbare diensten en faciliteiten.
Sanaag blijkt veel delfstoffen te hebben als aardgas en aardolie. Buitenlandse bedrijven als Shell, Chevron en Total waren in de jaren tachtig bezig met het zoeken naar deze waardevolle grondstoffen, maar door het uitbreken van de oorlog ging dit niet meer door.
Sanaag is verdeeld in zes districten:
- district: Ceerigaabo
- district: Badhan
- district: Dhahar
- district: Las Qorey
- district: Ceel-Afwayn
- district: Garadag

Awdal · Bakool · Banadir · Bari · Bay · Galguduud · Gedo · Hiiraan · Midden-Juba · Midden-Shabelle · Mudug · Neder-Juba · Neder-Shabelle · Nugaal · Sanaag · Saaxil · Sool · Togdheer · Woqooyi-Galbeed
Galmudug · Jubaland · Puntland · Somaliland